# Во имя короля 2
«Во имя короля 2: Два мира» (англ. In the Name of the King 2: Two Worlds) — фильм-боевик 2011 года. Сиквел вышедшей в 2007 году экранизации по мотивам серии компьютерных игр «Dungeon Siege» режиссёра Уве Болла «Во имя короля: История осады подземелья» (англ. In the Name of the King: A Dungeon Siege Tale). Продолжение первого фильма снято им самим в декабре 2010 года. Мировая премьера фильма состоялась 03.11.2011 года.

## Сюжет
Легендарные Средние века. Раздираемое кровавыми захватническими и междоусобными войнами, ранее бывшее тихим и спокойным, мирным и прекрасным, королевство Эб весьма быстро превратилось в опустошённую землю ужаса, страха и угнетения. Отчаянно сопротивляющиеся жаждущему власти и богатства Лорду, остатки королевской знати и насмерть перепуганных местных жителей объединяют свои силы в тщетных попытках неравной борьбы с тираном.
Все и каждый в эти тёмные и ужасные времена испытывают необходимость в герое, освободителе, в том человеке, которому суждено сплотить и повести за собой людей, ослабленных и изнеможённых нескончаемой войной, людей, потерявших веру в чудо, но ещё хранящих в своих сердцах надежду об исполнении древнего пророчества. В старинных летописях говорится о Воине-освободителе, который, согласно преданию, «возьмётся из ниоткуда, и насмерть сразит угнетателя рода людского, ибо оному суждено свершить Божью кару над ненасытным Правителем».
И однажды появляется неизвестный странник в необычном одеянии — человек в странной экипировке, неустанно твердящий, что он «не из этих мест». Так начинается необыкновенная история, на прочно связавшая друг с другом путешествия во времени и в пространстве, грандиозные сражения и героические подвиги, волшебство и древнюю магию, пророчества и их чудесное воплощение в реальность…

## В ролях
- Дольф Лундгрен — Грейнджер
- Лохлин Манро — король/ворон
- Натасия Мальте — Манхэтен
- Кристина Ястржембска[англ.] — Святая Мать
- Алекс Паунович — Аллард
- Наталия Гуслистая — Эллиана
- Элизабет Розен — Провидеца
- Майкл Адамтуэйт — Тан
- Михаэла Манн — молодая женщина